# All Mixed Up
All Mixed Up — міні-альбом американського ню-метал гурту Korn, що спершу вийшов як бонус-диск до студійного альбому Issues (1999). До релізу потрапили раніше невидані мікси й одна нова пісня. 9 лютого 2001 його випустили окремо.

## Список пісень
| #  | Назва                               | Тривалість |
| -- | ----------------------------------- | ---------- |
| 1. | «A.D.I.D.A.S.» (Radio Mix)          | 2:34       |
| 2. | «Good God» (Dub Pistols Mix)        | 6:20       |
| 3. | «Got the Life» (Josh Abraham Mix)   | 4:01       |
| 4. | «Falling Away from Me» (Radio Edit) |            |
| 5. | «Twist» (Live at Woodstock 1999)    | 5:16       |
| 6. | «Jingle Balls»                      | 3:27       |

## Чартові позиції
| Чарт (2002)     | Найвища позиція |
| --------------- | --------------- |
| Велика Британія | 99              |